# LocalWiki
LocalWiki是一個蒐集並開放世界上各地的當地知識的協作專案。LocalWiki由DavisWiki的建立者Mike Ivanov與Philip Neustrom所打造。營運之非營利組織（位在加州旧金山）及在專案網頁上執行的軟體之名稱也都是「LocalWiki」。

## 歷史
2004年，Ivanov與Neustrom開始了DavisWiki，其為一個蒐集並分享戴維斯市地方資訊的實驗性專案，所有人皆可編輯。它變成了大型且活躍的社群Wiki。根據其創始人表示，當地至少有一半的居民使用它。LocalWiki專案旨在提供「公共記憶」與當地新聞內容。LocalWiki建基於使用Python編寫的Django框架。
2010年6月，LocalWiki從騎士新聞挑戰賽處贏得了35萬美元的獎金。在贏得了用來開發軟體的獎金後，他們透過了Kickstarter的專案募集了兩萬五千美元的資金來協助推廣，其相當成功。
2011年12月，專案宣佈了它的第一個「重點社群」：德州登頓市。第二個重點社群是北卡羅來納州德罕市的三角地區，其最初貢獻是交通運輸的基礎設施與公園，並有蒐集歷史事件資訊的目標。有一個位於佛羅里達州塔拉赫西市的非營利組織協助開始了從居民處得知知識的TallahasseeWiki。加州奧克蘭市的LocalWiki專案由志願者會面協作歷史資訊。
2012年，LocalWiki編譯了南極洲的高解析度地圖，可以在南極洲的一個LocalWiki實體「開放南極洲」上找到。Neustrom解釋說地圖是從「從非常難找到的NASA航空照片與海岸線資料集」拼湊而成。

## 功能
LocalWiki軟體包含了所見即所得編輯介面以讓編輯更簡單。它也包含了繪圖功能：每個文章都可以有帶有註釋的地圖，網站也有包含那些註釋的概覽地圖。

## 外部連結
- 官方LocalWiki網頁
- LocalWiki在Github上的原始碼倉庫 （页面存档备份，存于）